# Honshu

Đảo Honshu

Honshū (本州 (Bản Châu) Phát âmⓘ) là đảo lớn nhất của Nhật Bản.

## Địa lý
Honshu là hải đảo dài, nằm chếch đông bắc và tây nam, ngoài khơi bán đảo Cao Ly của châu Á; tây giáp biển Nhật Bản, đông là Thái Bình Dương. Đảo có chiều dài khoảng 1.300 km, rộng từ 50 đến 230 km. Diện tích toàn đảo là 228.000 cây số vuông, chiếm 60% diện tích cả nước Nhật. Honshu là đảo lớn nhất Nhật Bản và là hải đảo lớn thứ 7 trên thế giới. Đường bờ biển bao quanh đảo có chiều dài khoảng 5.450 km.
Đối diện với Honshu ở eo biển Tsugaru về phía Bắc là đảo Hokkaido, nối nhau bằng đường hầm Seikan.
Đối diện với Honshu ở eo biển Kanmon thuộc biển Seito Naikai phía Tây Nam là đảo Kyushu. Cây cầu Kanmon, đường hầm Kanmon (dành riêng cho xe lửa) và đường hầm Shin-Kanmon (dành riêng cho tàu cao tốc Shinkansen) là ba tuyến đường nối Honshu và Kyushu.
Đối diện với Honshu ở eo biển Akashi cũng ở phía Tây Nam là đảo Shikoku. Hai đảo được nối với nhau bằng các hệ thống cầu Akasshi-Kaikyo, Seto-Ohashi, và Nishiseto.
Cả bốn đảo chính của Nhật Bản: Honshu, Hokaido, Kyushu và Shikoku cũng được nối kết bằng hệ thống phà biển.
Vị trí trung tâm của đảo, cả về mặt địa lý cũng như kinh tế là Đại đô thị Tokyo.
Nằm trên vành đai núi lửa Thái Bình Dương, Honshu có địa hình nhiều đồi núi. Ngoài ra cũng có một số núi lửa vẫn âm ỉ. Động đất xảy ra thường xuyên trên Honshu. Thiên tai đáng ghi nhớ nhất là trận động đất tháng 9 năm 1923 đã tàn phá gần như toàn phần thành phố Tokyo.
Địa hình nổi tiếng nhất Honshu là núi Phú Sĩ, cũng là ngọn núi cao nhất Nhật Bản, đo được 3.776 mét. Đây là một ngọn núi lửa vẫn hoạt động tuy im tiếng đã mấy trăm năm. Vì nhiều núi nên Honshu có nhiều sông suối. Sông ngòi nói chung chảy xiết. Lớn nhất là sông Shinano. Khí hậu trên đảo đa dạng từ khu vực ôn đới mát mẻ phía bắc cho đến vùng cận nhiệt đới phía nam.
Suốt chiều dài đảo Honshu là mạch núi cao. Cùng với đỉnh núi Phú Sĩ là vùng Alps Nhật Bản hiểm trở. ĐỊa hình núi cao còn tạo cho đảo Honshu vùng khí hậu riêng biệt như khí hậu đại dương ở phía đông, khí hậu biển lục địa ở phía tây nam, và khí hậu biển Nhật Bản ở phía bắc.

## Dân số
Honshu là đảo có dân số lớn thứ hai trên thế giới, sau đảo Java của Indonesia. Năm 1975, dân số toàn đảo là 89 triệu người; đến năm 1990 là hơn 98 triệu; hiện nay là 118,3 triệu, chiểm 80% tổng dân số cả Nhật Bản. Dân cư sống tập trung ở những phần đất thấp, đáng chú ý nhất là bình nguyên Kanto, nơi có 25% dân số sống tại Tokyo, Yokohama và các vùng lân cận. Các thành phố lớn khác gồm Kyoto, Osaka, Kobe, Hiroshima, Sendai và Nagoya.

## Hành chính
Trên đảo có tất cả 34 tỉnh. Honshu được chia thành 5 vùng địa lý được gọi là "chihō" (地方 - "địa phương"), đó là:
- Tohoku: gồm các tỉnh Akita, Aomori, Fukushima, Iwate, Miyagi, Yamagata
- Kanto: gồm các tỉnh Chiba, Gunma, Ibaraki, Kanagawa, Saitama, Tochigi, Tokyo
- Chubu: gồm các tỉnh Aichi, Fukui, Gifu, Ishikawa, Nagano, Niigata, Shizuoka, Toyama, Yamanashi
- Kinki: gồm các tỉnh Hyogo, Kyoto, Mie, Nara, Osaka, Shiga, Wakayama
- Chugoku: gồm các tỉnh Hiroshima, Okayama, Shimane, Tottori, Yamaguchi

### Các trung tâm văn hoá trên đảo Honshu
Ba phần tư số thành phố lớn của Nhật Bản nằm trên đảo Honshu, trong đó phải kể đến các khu đặc biệt của Tokyo (nhiều khi được coi là một thành phố), Yokohama, Osaka, Kyoto, Sakai, Kobe, Nagoya, Sendai, Hiroshima.
Các trung tâm văn hóa quan trọng của Nhật Bản gồm Nara, Kyoto, Osaka, Tokyo, Kamakura cũng nằm trên đảo Honshu.

## Kinh tế
Ở Honshu có các vùng công nghiệp quan trọng nhất của Nhật Bản, đó là Keihin, Bắc Kanto, Chukyo, Hanshin,... Ngoài ra còn phải kể đến vùng công nghiệp Seto Naikai với một phần ở Honshu, một phần ở Shikoku. Phát triển với nhiều ngành sản xuất điện tử xây dựng

## Hình ảnh

tỉnh Nhật Bản